# Magyarország az 1972. évi nyári olimpiai játékokon
Magyarország az NSZK-beli Münchenben megrendezett 1972. évi nyári olimpiai játékok egyik részt vevő nemzete volt. Az országot az olimpián 20 sportágban 232 sportoló képviselte, akik összesen 35 érmet szereztek.

## Érmesek
| Érem  | Versenyző | Sportág       | Versenyszám                    |
| ----- | --- | ------------- | ------------------------------ |
| Arany | Hegedűs Csaba | Birkózás      | Kötöttfogás, 82 kg             |
| Arany | Gedó György | Ökölvívás     | Papírsúly                      |
| Arany | Balczó András | Öttusa        | Férfi egyéni                   |
| Arany | Földi Imre | Súlyemelés    | 56 kg                          |
| Arany | Fenyvesi Csaba | Vívás         | Férfi párbajtőr, egyéni        |
| Arany | Erdős Sándor Fenyvesi Csaba Kulcsár Győző Osztrics István Schmitt Pál | Vívás         | Férfi párbajtőr, csapat        |
| Ezüst | Deme József Rátkai János | Kajak-kenu    | Férfi kajak kettes 1000 m      |
| Ezüst | Wichmann Tamás | Kajak-kenu    | Férfi kenu egyes 1000 m        |
| Ezüst | Nemzeti válogatott Bálint László Branikovits László Dunai Antal Dunai Ede Géczi István Juhász Péter Kocsis Lajos Kovács József Kozma Mihály Kű Lajos Páncsics Miklós Rothermel Ádám Szűcs Lajos Tóth Kálmán Várady Béla Vépi Péter Vidáts Csaba Básti István Rapp Imre | Labdarúgás    | Férfi                          |
| Ezüst | Orbán László | Ökölvívás     | Könnyűsúly                     |
| Ezüst | Kajdi János | Ökölvívás     | Váltósúly                      |
| Ezüst | Bakó Pál Balczó András Villányi Zsigmond | Öttusa        | Csapat                         |
| Ezüst | Szűcs Lajos | Súlyemelés    | 52 kg                          |
| Ezüst | Gyarmati Andrea | Úszás         | Női 100 m hát                  |
| Ezüst | Kamuti Jenő | Vívás         | Férfi tőr, egyéni              |
| Ezüst | Marót Péter | Vívás         | Férfi kard, egyéni             |
| Ezüst | Bóbis Ildikó | Vívás         | Női tőr, egyéni                |
| Ezüst | Bóbis Ildikó Rejtő Ildikó Rónay Ildikó Szolnoki Mária Tordasi Ildikó | Vívás         | Női tőr, csapat                |
| Ezüst | Nemzeti válogatott Bodnár András Cservenyák Tibor Faragó Tamás Görgényi István Kásás Zoltán Konrád Ferenc Magas István Molnár Endre Pócsik Dénes Sárosi László ifj. Szívós István                                                                                      | Vízilabda     | Férfi                          |
| Bronz | Kiss Ferenc | Birkózás      | Kötöttfogás, 100 kg            |
| Bronz | Klinga László | Birkózás      | Szabadfogás, 57 kg             |
| Bronz | Bajkó Károly | Birkózás      | Szabadfogás, 90 kg             |
| Bronz | Csatári József | Birkózás      | Szabadfogás, 100 kg            |
| Bronz | Csapó Géza | Kajak-kenu    | Férfi kajak egyes 1000 m       |
| Bronz | Pfeffer Anna | Kajak-kenu    | Női kajak egyes 500 m          |
| Bronz | Botos András | Ökölvívás     | Pehelysúly                     |
| Bronz | Papp Lajos | Sportlövészet | Szabadpuska, összetett (300 m) |
| Bronz | Holczreiter Sándor | Súlyemelés    | 52 kg                          |
| Bronz | Benedek János | Súlyemelés    | 60 kg                          |
| Bronz | Horváth György | Súlyemelés    | 82,5 kg                        |
| Bronz | Békési Ilona Császár Mónika Kelemen Márta Kéry Anikó Medveczky Krisztina Nagy Zsuzsanna | Torna         | Női csapat összetett           |
| Bronz | Hargitay András | Úszás         | Férfi 400 m vegyes             |
| Bronz | Gyarmati Andrea | Úszás         | Női 100 m pillangó             |
| Bronz | Kulcsár Győző | Vívás         | Férfi párbajtőr, egyéni        |
| Bronz | Bakonyi Péter Gerevich Pál Kovács Tamás Marót Péter Pézsa Tibor | Vívás         | Férfi kard, csapat             |

## További magyar pontszerzők

### 4. helyezettek
| Név                                                                 | Sportág    | Versenyszám              |
| ------------------------------------------------------------------- | ---------- | ------------------------ |
| Doncsecz József                                                     | Birkózás   | Kötöttfogás, 52 kg       |
| Varga János                                                         | Birkózás   | Kötöttfogás, 57 kg       |
| Pércsi József                                                       | Birkózás   | Kötöttfogás, 90 kg       |
| Csatári József                                                      | Birkózás   | Kötöttfogás, +100 kg     |
| Hollósy Katalin Pfeffer Anna                                        | Kajak-kenu | Női kajak kettes 500 m   |
| Császár Mónika                                                      | Torna      | Női gerenda              |
| Kaczander Ágnes                                                     | Úszás      | Női 100 m mell           |
| Gyarmati Andrea Kovács Edit Patóh Magdolna Turóczy Judit            | Úszás      | Női 4 × 100 m gyorsváltó |
| Fenyvesi Csaba Kamuti Jenő Kamuti László Marton István Szabó Sándor | Vívás      | Férfi tőr, csapat        |

### 5. helyezettek
| Név | Sportág    | Versenyszám              |
| --- | ---------- | ------------------------ |
| Szepesi Ádám | Atlétika   | Férfi magasugrás         |
| Fejér Géza | Atlétika   | Férfi diszkoszvetés      |
| Zsivótzky Gyula | Atlétika   | Férfi kalapácsvetés      |
| Hetényi Antal | Cselgáncs  | Férfi váltósúly          |
| Darvas Miklós Povázsay Péter | Kajak-kenu | Férfi kenu kettes 1000 m |
| Nemzeti válogatott Bokros Zsuzsanna Eichler Katalin Énekes Emőke Fekete Judit Gál Mária Kiss Judit Radó Lucia Makláry Ilona Schlégl Judit Sebők Éva Siry Emerencia Torma Ágnes | Röplabda   | Női                      |
| Békési Ilona | Torna      | Női felemás korlát       |
| Hargitay András | Úszás      | Férfi 200 m vegyes       |

### 6. helyezettek
| Név                                                    | Sportág    | Versenyszám               |
| ------------------------------------------------------ | ---------- | ------------------------- |
| Major István                                           | Atlétika   | Férfi magasugrás          |
| Eckschmiedt Sándor                                     | Atlétika   | Férfi kalapácsvetés       |
| Steer Antal                                            | Birkózás   | Kötöttfogás, 68 kg        |
| Bakó Zoltán Szabó István Vargha Csongor Várhelyi Péter | Kajak-kenu | Férfi kajak négyes 1000 m |
| Ambrózi Jenő                                           | Súlyemelés | 67,5 kg                   |
| Szarvas Gábor                                          | Súlyemelés | 75 kg                     |
| Hanzlik János                                          | Súlyemelés | 110 kg                    |
| Hargitay András                                        | Úszás      | Férfi 200 m pillangó      |
| Kaczander Ágnes                                        | Úszás      | Női 200 m mell            |
| Kovács Tamás                                           | Vívás      | Férfi kard, egyéni        |

## Eredményesség sportáganként
A magyar csapat tizennégy sportágban összesen 224 olimpiai pontot szerzett. Az egyes sportágak eredményessége, illetve az induló versenyzők száma a következő:
(kiemelve az egyes számoszlopok legmagasabb értéke, vagy értékei)
| Sportág, szakág | Helyezések száma | Helyezések száma | Helyezések száma | Helyezések száma | Helyezések száma | Helyezések száma | Olimpiai pont | Indulók száma | Indulók száma | Indulók száma |
| Sportág, szakág |                  |                  |                  | 4.               | 5.               | 6.               | Olimpiai pont | Férfi         | Nő            | Össz.         |
| atlétika        | 0                | 0                | 0                | 0                | 3                | 2                | 8             | 21            | 12            | 33            |
| birkózás        | 1                | 0                | 4                | 4                | 0                | 1                | 36            | 19            | 0             | 19            |
| cselgáncs       | 0                | 0                | 0                | 0                | 1                | 0                | 2             | 5             | 0             | 5             |
| evezés          | 0                | 0                | 0                | 0                | 0                | 0                | 0             | 15            | 0             | 15            |
| íjászat         | 0                | 0                | 0                | 0                | 0                | 0                | 0             | 1             | 1             | 2             |
| kajak-kenu      | 0                | 2                | 2                | 1                | 1                | 1                | 24            | 10            | 2             | 12            |
| kerékpározás    | 0                | 0                | 0                | 0                | 0                | 0                | 0             | 4             | 0             | 4             |
| kézilabda       | 0                | 0                | 0                | 0                | 0                | 0                | 0             | 15            | 0             | 15            |
| labdarúgás      | 0                | 1                | 0                | 0                | 0                | 0                | 5             | 17            | 0             | 17            |
| lovaglás        | 0                | 0                | 0                | 0                | 0                | 0                | 0             | 8             | 0             | 8             |
| ökölvívás       | 1                | 2                | 1                | 0                | 0                | 0                | 21            | 6             | 0             | 6             |
| öttusa          | 1                | 1                | 0                | 0                | 0                | 0                | 12            | 3             | 0             | 3             |
| röplabda        | 0                | 0                | 0                | 0                | 1                | 0                | 2             | 0             | 12            | 12            |
| sportlövészet   | 0                | 0                | 1                | 0                | 0                | 0                | 4             | 9             | 0             | 9             |
| súlyemelés      | 1                | 1                | 3                | 0                | 0                | 3                | 27            | 9             | 0             | 9             |
| torna           | 0                | 0                | 1                | 1                | 1                | 0                | 9             | 6             | 6             | 12            |
| úszás-műugrás   | 0                | 1                | 2                | 2                | 1                | 2                | 23            | 9             | 7             | 16            |
| vitorlázás      | 0                | 0                | 0                | 0                | 0                | 0                | 0             | 5             | 0             | 5             |
| vívás           | 2                | 4                | 2                | 1                | 0                | 1                | 46            | 14            | 5             | 19            |
| vízilabda       | 0                | 1                | 0                | 0                | 0                | 0                | 5             | 11            | 0             | 11            |
|                 |                  |                  |                  |                  |                  |                  |               |               |               |               |
| Összesen        | 6                | 13               | 16               | 9                | 8                | 10               | 224           | 187           | 45            | 232           |

1. 1 2  Kerékpározásban a MOB táblázata 1 pontot ír. A hivatalos adatok szerint a magyar csapat a csapat időfutamban a 7. helyen végzett. Így a táblázatban a MOB adataitól eltérően kerékpározásban 0 pont, összpontszámként 225 szerepel.

## Atlétika
Férfi
| Versenyző       | Versenyszám     | Előfutam | Előfutam | Előfutam | Elődöntő | Elődöntő | Elődöntő | Döntő   | Döntő    |
| Versenyző       | Versenyszám     | Idő      | Hely.    | Össz.    | Idő      | Hely.    | Össz.    | Idő     | Helyezés |
| --------------- | --------------- | -------- | -------- | -------- | -------- | -------- | -------- | ------- | -------- |
| Zsinka András   | 800 m           | 1:49,0   | 6.       | 27.      | kiesett  | kiesett  | kiesett  | kiesett | kiesett  |
| Milassin Lóránd | 110 m gát       | 14,21    | 5.       | 22.      | kiesett  | kiesett  | kiesett  | kiesett | kiesett  |
| Szekeres Ferenc | Maraton         |          |          |          |          |          |          | 2:25:17 | 33.      |
| Tóth Gyula      | Maraton         |          |          |          |          |          |          | 2:22:59 | 27.      |
| Dalmati János   | 50 km gyaloglás |          |          |          |          |          |          | 4:32:23 | 22.      |
| Kiss Antal      | 50 km gyaloglás |          |          |          |          |          |          | 4:34:45 | 26.      |

| Versenyző          | Versenyszám   | Selejtező | Selejtező | Döntő    | Döntő    |
| Versenyző          | Versenyszám   | Eredmény  | Helyezés  | Eredmény | Helyezés |
| ------------------ | ------------- | --------- | --------- | -------- | -------- |
| Major István       | Magasugrás    | 215 cm    | 3.**      | 215 cm   | 6.*      |
| Szepesi Ádám       | Magasugrás    | 215 cm    | 3.**      | 218 cm   | 5.       |
| Tihanyi József     | Magasugrás    | 209 cm    | 27.       | kiesett  | kiesett  |
| Katona Gábor       | Távolugrás    | 768 cm    | 17.       | kiesett  | kiesett  |
| Katona Gábor       | Hármasugrás   | 16,19 m   | 13.       | kiesett  | kiesett  |
| Varjú Vilmos       | Súlylökés     | 19,94 m   | 6.*       | 20,10 m  | 8.       |
| Fejér Géza         | Diszkoszvetés | 61,58 m   | 3.        | 62,62 m  | 5.       |
| Murányi János      | Diszkoszvetés | 60,34 m   | 8.        | 57,92 m  | 12.      |
| Tégla Ferenc       | Diszkoszvetés | 60,60 m   | 7.        | 60,60 m  | 7.       |
| Eckschmiedt Sándor | Kalapácsvetés | 66,44 m   | 19.       | 71,20 m  | 6.       |
| Encsi István       | Kalapácsvetés | 67,38 m   | 11.       | 70,06 m  | 11.      |
| Zsivótzky Gyula    | Kalapácsvetés | 71,20 m   | 2.        | 71,38 m  | 5.       |
| Csík József        | Gerelyhajítás | 79,08 m   | 9.        | 76,14 m  | 12.      |
| Kulcsár Gergely    | Gerelyhajítás | 77,24 m   | 14.       | kiesett  | kiesett  |
| Németh Miklós      | Gerelyhajítás | 81,78 m   | 4.        | 81,98 m  | 7.       |

| Versenyző    | Versenyszám | 100 m | 100 m | Távolugrás | Távolugrás | Súlylökés | Súlylökés | Magasugrás | Magasugrás | 400 m | 400 m | 110 m gát | 110 m gát | Diszkoszvetés | Diszkoszvetés | Rúdugrás | Rúdugrás | Gerelyhajítás | Gerelyhajítás | 1500 m        | 1500 m        | Végeredmény | Végeredmény |
| Versenyző    | Versenyszám | Idő   | Pont  | Eredmény   | Pont       | Eredmény  | Pont      | Eredmény   | Pont       | Idő   | Pont  | Idő       | Pont      | Eredmény      | Pont          | Eredmény | Pont     | Eredmény      | Pont          | Idő           | Pont          | Pont        | Helyezés    |
| ------------ | ----------- | ----- | ----- | ---------- | ---------- | --------- | --------- | ---------- | ---------- | ----- | ----- | --------- | --------- | ------------- | ------------- | -------- | -------- | ------------- | ------------- | ------------- | ------------- | ----------- | ----------- |
| Bakai József | Tízpróba    | 11,08 | 785   | 716 cm     | 853        | 15,84 m   | 838       | 189 cm     | 760        | 50,88 | 766   | 16,50     | 703       | 51,46 m       | 897           | 400 cm   | 807      | 52,18 m       | 662           | nem ért célba | nem ért célba | 7071        | 20.         |

Női
| Versenyző                 | Versenyszám | Előfutam      | Előfutam      | Előfutam      | Negyeddöntő | Negyeddöntő | Negyeddöntő | Elődöntő         | Elődöntő         | Elődöntő         | Döntő   | Döntő    |
| Versenyző                 | Versenyszám | Idő           | Hely.         | Össz.         | Idő         | Hely.       | Össz.       | Idő              | Hely.            | Össz.            | Idő     | Helyezés |
| ------------------------- | ----------- | ------------- | ------------- | ------------- | ----------- | ----------- | ----------- | ---------------- | ---------------- | ---------------- | ------- | -------- |
| Balogh-Szomov Györgyi     | 400 m       | 52,75         | 2.            | 7.            | 51,71       | 1.          | 1.          | 51,90            | 3.               | 5.*              | 52,39   | 8.       |
| Orosz Irén                | 400 m       | 54,83         | 6.            | 40.           | kiesett     | kiesett     | kiesett     | kiesett          | kiesett          | kiesett          | kiesett | kiesett  |
| Kulcsár Magdolna          | 800 m       | 2:02,35       | 3.            | 11.           |             |             |             | nem állt rajthoz | nem állt rajthoz | nem állt rajthoz | kiesett | kiesett  |
| Kulcsár Magdolna          | 1500 m      | nem ért célba | nem ért célba | nem ért célba |             |             |             | kiesett          | kiesett          | kiesett          | kiesett | kiesett  |
| Szenteleki-Ligetkuti Sára | 1500 m      | 4:16,08       | 7.            | 24.           |             |             |             | kiesett          | kiesett          | kiesett          | kiesett | kiesett  |

| Versenyző        | Versenyszám   | Selejtező        | Selejtező        | Döntő    | Döntő    |
| Versenyző        | Versenyszám   | Eredmény         | Helyezés         | Eredmény | Helyezés |
| ---------------- | ------------- | ---------------- | ---------------- | -------- | -------- |
| Komka Magdolna   | Magasugrás    | 176 cm           | 23.              | 171 cm   | 23.      |
| Rudolf Erika     | Magasugrás    | 176 cm           | 17.*             | 179 cm   | 16.*     |
| Bruzsenyák Ilona | Távolugrás    | 637 cm           | 8.               | 639 cm   | 10.      |
| Bognár Judit     | Súlylökés     | 16,52 m          | 13.              | 18,23 m  | 11.      |
| Kontsek Jolán    | Diszkoszvetés | nem állt rajthoz | nem állt rajthoz | kiesett  | kiesett  |
| Kucserka Mária   | Gerelyhajítás | 56,72 m          | 5.               | 54,40 m  | 10.      |
| Németh Angéla    | Gerelyhajítás | 53,48 m          | 13.              | kiesett  | kiesett  |
| Paulányi Magda   | Gerelyhajítás | 53,62 m          | 12.              | 52,36 m  | 11.      |

| Versenyző        | Versenyszám | 100 m gát | 100 m gát | Súlylökés | Súlylökés | Magasugrás | Magasugrás | Távolugrás | Távolugrás | 200 m | 200 m | Végeredmény | Végeredmény |
| Versenyző        | Versenyszám | Idő       | Pont      | Eredmény  | Pont      | Eredmény   | Pont       | Eredmény   | Pont       | Idő   | Pont  | Pont        | Helyezés    |
| ---------------- | ----------- | --------- | --------- | --------- | --------- | ---------- | ---------- | ---------- | ---------- | ----- | ----- | ----------- | ----------- |
| Bruzsenyák Ilona | Ötpróba     | 13,65     | 911       | 12,48 m   | 749       | 165 cm     | 885        | 629 cm     | 969        | 24,35 | 905   | 4419        | 8.          |
| Papp Margit      | Ötpróba     | 14,91     | 758       | 13,16 m   | 789       | 176 cm     | 993        | 560 cm     | 817        | 26,57 | 717   | 4074        | 23.         |

* - egy másik versenyzővel azonos időt/eredményt ért el

** - nyolc másik versenyzővel azonos eredményt ért el

## Birkózás
Kötöttfogású
| Versenyző       | Versenyszám | 1. forduló                          | 2. forduló                                         | 3. forduló                           | 4. forduló                            | 5. forduló                           | 6. forduló                | 7. forduló                      | Döntő                                                                                      | Helyezés    |
| Versenyző       | Versenyszám | Ellenfél Eredmény                   | Ellenfél Eredmény                                  | Ellenfél Eredmény                    | Ellenfél Eredmény                     | Ellenfél Eredmény                    | Ellenfél Eredmény         | Ellenfél Eredmény               | Ellenfél Eredmény                                                                          | Helyezés    |
| --------------- | ----------- | ----------------------------------- | -------------------------------------------------- | ------------------------------------ | ------------------------------------- | ------------------------------------ | ------------------------- | ------------------------------- | ------------------------------------------------------------------------------------------ | ----------- |
| Seres Ferenc    | 48 kg       | Gheorghe Berceanu (ROU) · kétvállas | Bernd Drechsel (GDR) · kétvállas                   | Sztefan Angelov (BUL) · 3-1          | kiesett                               | kiesett                              |                           |                                 | kiesett                                                                                    | helyezetlen |
| Doncsecz József | 52 kg       | Gheorghe Stoiciu (ROU) · kizárták   | Boško Marinko (YUG) · kétvállas                    | Fritz Huber (FRG) · 1-3              | Vaszíliosz Ganótisz (GRE) · kétvállas | Hirajama Kóicsiró (JPN) · 3-1        |                           |                                 | kiesett                                                                                    | 4.          |
| Varga János     | 57 kg       | Harald Hervig (NOR) · kétvállas     | An Cshonjong (An Cheon-Yeong) (KOR) · visszalépett | erőnyerő                             | Luís Grilo (POR) · 0.5-3.5            | Hans-Jürgen Veil (FRG) · kétvállas   | Risto Björlin (FIN) · 1-3 | Rusztam Kazakov (URS) · 3.5-0.5 | kiesett                                                                                    | 4.          |
| Réczi László    | 62 kg       | Jakob Tanner (SUI) · 1-3            | Kazimierz Lipień (POL) · 3-1                       | Jemal Megrelishvili (URS) · 3-1      | kiesett                               | kiesett                              | kiesett                   |                                 | kiesett                                                                                    | helyezetlen |
| Steer Antal     | 68 kg       | Alberto Bremauntz (MEX) · kétvállas | Sreten Damjanović (YUG) · 3-1                      | Tanoue Takasi (JPN) · 1-3            | Manfred Schöndorfer (FRG) · 2-2       | kiesett                              | kiesett                   |                                 | kiesett                                                                                    | 6.          |
| Hegedűs Miklós  | 74 kg       | Date Dzsiicsiró (JPN) · kétvállas   | Werner Schröter (FRG) · 2-2                        | kiesett                              | kiesett                               | kiesett                              |                           |                                 | kiesett                                                                                    | helyezetlen |
| Hegedűs Csaba   | 82 kg       | Anatolij Nazarenko (URS) · 1-3      | Jan Kårström (SWE) · 1-3                           | Adam Ostrowski (POL) · visszalépett  | Kiril Dimitrov (BUL) · 1-3            | erőnyerő                             |                           |                                 | 1. mérkőzés · Milan Nenadić (YUG) · 1-3 · Hozott eredmény · Anatolij Nazarenko (URS) · 1-3 |             |
| Pércsi József   | 90 kg       | Sztojan Nikolov (BUL) · 1-3         | erőnyerő                                           | Wayne Baughman (USA) · 0.5-3.5       | Håkon Øverby (NOR) · 1-3              | Czesław Kwieciński (POL) · kétvállas |                           |                                 | kiesett                                                                                    | 4.          |
| Kiss Ferenc     | 100 kg      | Fredi Albrecht (GDR) · 1-3          | Lorenz Hecher (FRG) · kizárták                     | Andrzej Skrzydlewski (POL) · 0.5-3.5 | erőnyerő                              | Nicolae Martinescu (ROU) · 1-3       |                           |                                 | Hozott eredmény · Nicolae Martinescu (ROU) · 1-3                                           |             |
| Csatári József  | +100 kg     | Curuta Tomomi (JPN) · kétvállas     | Miguel Zambrano (PER) · kétvállas                  | Ištvan Semeredi (YUG) · kizárták     | Victor Dolipschi (ROU) · kétvállas    |                                      |                           |                                 | kiesett                                                                                    | 4.          |

Szabadfogású
| Versenyző         | Versenyszám | 1. forduló                          | 2. forduló                        | 3. forduló                         | 4. forduló                                | 5. forduló                      | 6. forduló                     | 7. forduló                        | Döntő                                                                                           | Helyezés    |
| Versenyző         | Versenyszám | Ellenfél Eredmény                   | Ellenfél Eredmény                 | Ellenfél Eredmény                  | Ellenfél Eredmény                         | Ellenfél Eredmény               | Ellenfél Eredmény              | Ellenfél Eredmény                 | Ellenfél Eredmény                                                                               | Helyezés    |
| ----------------- | ----------- | ----------------------------------- | --------------------------------- | ---------------------------------- | ----------------------------------------- | ------------------------------- | ------------------------------ | --------------------------------- | ----------------------------------------------------------------------------------------------- | ----------- |
| Laták Attila      | 48 kg       | Gad Zobari (ISR) · 0.5-3.5          | Sefer Baygın (TUR) · kétvállas    | Ognyan Nikolov (BUL) · kétvállas   | kiesett                                   |                                 |                                |                                   | kiesett                                                                                         | helyezetlen |
| Gál Henrik        | 52 kg       | Willi Bock (GDR) · kétvállas        | Mario Sabatini (FRG) · kétvállas  | Kim Gvong-Hjong (PRK) · 3-1        | Sudesh Kumar (IND) · kétvállas            | kiesett                         | kiesett                        |                                   | kiesett                                                                                         | helyezetlen |
| Klinga László     | 57 kg       | Arturo Tanaquin (PHI) · kétvállas   | Kazım Yıldırım (TUR) · 0.5-3.5    | Megdiin Khoilogdorj (MGL) · 2-2    | Ivan Kuleshov (URS) · kétvállas           | Ramezan Kheder (IRI) · 1-3      | Horst Mayer (GDR) · 1-3        | Richard Sanders (USA) · kétvállas | Hozott eredmény · Richard Sanders (USA) · kétvállas                                             |             |
| Szabó László      | 62 kg       | Jorma Liimatainen (FIN) · kétvállas | Eliseo Salugta (PHI) · kétvállas  | Ivan Krasztev (BUL) · 3-1          | kiesett                                   | kiesett                         | kiesett                        |                                   | kiesett                                                                                         | helyezetlen |
| Rusznyák József   | 68 kg       | erőnyerő                            | Ali Şahin (TUR) · 3-1             | Eliezer Halfin (ISR) · kétvállas   | Tsedendambyn Natsagdorj (MGL) · kétvállas | kiesett                         |                                |                                   | kiesett                                                                                         | helyezetlen |
| Urbanovics Miklós | 74 kg       | Muhammad Yaghoub (PAK) · 1-3        | erőnyerő                          | Manszur Barzegar (IRI) · 2.5-2.5   | Adolf Seger (FRG) · 3-1                   | kiesett                         | kiesett                        |                                   | kiesett                                                                                         | helyezetlen |
| Kovács István     | 82 kg       | Horst Stottmeister (GDR) · 3-1      | Taras Hyrb (CAN) · 1-3            | Tömöriin Artag (MGL) · 3-1         | kiesett                                   | kiesett                         | kiesett                        |                                   | kiesett                                                                                         | helyezetlen |
| Bajkó Károly      | 90 kg       | Kamada Makoto (JPN) · kétvállas     | Ernst Knoll (FRG) · 1-3           | Étienne Martinetti (SUI) · 0.5-3.5 | Mehmet Güçlü (TUR) · kétvállas            | Reza Khorrami (IRI) · 2-2       | Gennagyij Sztrahov (URS) · 3-1 |                                   | Hozott eredmény · Gennagyij Sztrahov (URS) · 3-1                                                |             |
| Csatári József    | 100 kg      | Henk Schenk (USA) · 1-3             | Ryszard Długosz (POL) · kétvállas | Alfons Hecher (FRG) · 1-3          | erőnyerő                                  | Vasil Todorov (BUL) · kétvállas |                                |                                   | 1. mérkőzés · Khorloogiin Bayanmönkh (MGL) · 3-1 · 3. mérkőzés · Ivan Jarigin (URS) · kétvállas |             |
| Maróthy István    | +100 kg     | Wilfried Dietrich (FRG) · kétvállas | Oszman Duraliev (BUL) · kétvállas | kiesett                            | kiesett                                   | kiesett                         |                                |                                   | kiesett                                                                                         | helyezetlen |

## Cselgáncs
| Versenyző         | Versenyszám  | Csoport | Selejtező         | 1. forduló                     | 2. forduló                   | 3. forduló                     | 4. forduló        | Vigaszág 1. forduló | Vigaszág 2. forduló                        | Vigaszág 3. forduló        | Elődöntő          | Döntő             | Helyezés |
| Versenyző         | Versenyszám  | Csoport | Ellenfél Eredmény | Ellenfél Eredmény              | Ellenfél Eredmény            | Ellenfél Eredmény              | Ellenfél Eredmény | Ellenfél Eredmény   | Ellenfél Eredmény                          | Ellenfél Eredmény          | Ellenfél Eredmény | Ellenfél Eredmény | Helyezés |
| ----------------- | ------------ | ------- | ----------------- | ------------------------------ | ---------------------------- | ------------------------------ | ----------------- | ------------------- | ------------------------------------------ | -------------------------- | ----------------- | ----------------- | -------- |
| Szabó Ferenc      | Könnyűsúly   | B       |                   | Anto Clarke (IRL) · GY         | Sergey Suslin (URS) · GY     | Jean-Jacques Mounier (FRA) · V |                   |                     | Kim Jongik (Kim Yong-ik) (PRK) · V         | kiesett                    | kiesett           | kiesett           | 7.       |
| Hetényi Antal     | Váltósúly    | B       |                   | Robert Sullivan (GBR) · GY     | Douglas Churchill (AUS) · GY | Nomura Tojokazu (JPN) · V      |                   |                     | Vang Zsung-hszi (Wang Jong-She) (ROC) · GY | Antoni Zajkowski (POL) · V | kiesett           | kiesett           | 5.       |
| Ipacs László      | Középsúly    | B       | erőnyerő          | Antonio Gallina (ARG) · GY     | Szekine Sinobu (JPN) · V     | kiesett                        | kiesett           |                     |                                            |                            |                   |                   | 13.      |
| Varga Imre        | Félnehézsúly | B       |                   | Terry Farnsworth (CAN) · V     | kiesett                      | kiesett                        | kiesett           |                     |                                            |                            |                   |                   | 19.      |
| Petrovszky Mihály | Nehézsúly    | A       |                   | Jean-Claude Brondani (FRA) · V | kiesett                      | kiesett                        | kiesett           |                     |                                            |                            |                   |                   | 16.      |
| Petrovszky Mihály | Nyílt        | B       |                   | Epigmenio Exiga (MEX) · GY     | Klaus Glahn (FRG) · V        | kiesett                        | kiesett           |                     |                                            |                            |                   |                   | 11.      |

## Evezés
| Versenyző | Versenyszám              | Előfutam | Előfutam | Vigaszág | Vigaszág | Elődöntő | Elődöntő | Döntő   | Döntő   | Döntő   | Helyezés    |
| Versenyző | Versenyszám              | Idő      | Hely.    | Idő      | Hely.    | Idő      | Hely.    | Típus   | Idő     | Hely.   | Helyezés    |
| --- | ------------------------ | -------- | -------- | -------- | -------- | -------- | -------- | ------- | ------- | ------- | ----------- |
| Balogh László Sarlós György | Kormányos nélküli kettes | 7:49,70  | 4.       | 7:59,40  | 3.       | kiesett  | kiesett  | kiesett | kiesett | kiesett | helyezetlen |
| Czakó Csaba Kormos András Csermely József Melis Antal                                                                                   | Kormányos nélküli négyes | 7:02,98  | 4.       | 7:16,06  | 3.       | kiesett  | kiesett  | kiesett | kiesett | kiesett | helyezetlen |
| Melis Zoltán Pályi András Gelley Antal Zsitnik Béla Romvári László Kokas Péter Dávid Imre Bányai Ágoston Örlschléger Róbert (kormányos) | Nyolcas                  | 6:17,51  | 2.       | erőnyerő | erőnyerő | 6:32,25  | 4.       | B       | 6:22,13 | 1.      | 7.          |

## Íjászat
| Versenyző    | Versenyszám  | 1. forduló | 1. forduló | 2. forduló | 2. forduló | Összesítés | Összesítés |
| Versenyző    | Versenyszám  | Pont       | Hely.      | Pont       | Hely.      | Pont       | Helyezés   |
| ------------ | ------------ | ---------- | ---------- | ---------- | ---------- | ---------- | ---------- |
| Nagy Béla    | Férfi egyéni | 1135       | 39.        | 1167       | 31.        | 2302       | 34.        |
| Hamvas Ágnes | Női egyéni   | 1151       | 19.        | 1114       | 27.        | 2265       | 22.        |

## Kajak-kenu

### Síkvízi
Férfi
| Versenyző                                              | Versenyszám         | Előfutam | Előfutam | Előfutam | Vigaszág | Vigaszág | Vigaszág | Elődöntő | Elődöntő | Elődöntő | Döntő   | Döntő    |
| Versenyző                                              | Versenyszám         | Idő      | Hely.    | Össz.    | Idő      | Hely.    | Össz.    | Idő      | Hely.    | Össz.    | Idő     | Helyezés |
| ------------------------------------------------------ | ------------------- | -------- | -------- | -------- | -------- | -------- | -------- | -------- | -------- | -------- | ------- | -------- |
| Csapó Géza                                             | Kajak egyes 1000 m  | 3:59,88  | 2.       | 2.       | erőnyerő | erőnyerő | erőnyerő | 3:54,96  | 1.       | 7.       | 3:49,38 |          |
| Deme József Rátkai János                               | Kajak kettes 1000 m | 3:41,63  | 1.       | 1.       | erőnyerő | erőnyerő | erőnyerő | 3:30,71  | 1.       | 2.       | 3:32,00 |          |
| Szabó István Várhelyi Péter Bakó Zoltán Vargha Csongor | Kajak négyes 1000 m | 3:29,65  | 6.       | 16.      | 3:14,35  | 1.       | 1.       | 3:11,24  | 3.       | 10.      | 3:16,88 | 6.       |
| Wichmann Tamás                                         | Kenu egyes 1000 m   | 4:29,01  | 1.       | 1.       | erőnyerő | erőnyerő | erőnyerő |          |          |          | 4:12,42 |          |
| Darvas Miklós Povázsay Péter                           | Kenu kettes 1000 m  | 4:14,69  | 5.       | 9.       | 3:54,79  | 1.       | 1.       | 3:59,73  | 3.       | 10.      | 4:00,42 | 5.       |

Női
| Versenyző                    | Versenyszám        | Előfutam | Előfutam | Előfutam | Vigaszág | Vigaszág | Vigaszág | Elődöntő | Elődöntő | Elődöntő | Döntő   | Döntő    |
| Versenyző                    | Versenyszám        | Idő      | Hely.    | Össz.    | Idő      | Hely.    | Össz.    | Idő      | Hely.    | Össz.    | Idő     | Helyezés |
| ---------------------------- | ------------------ | -------- | -------- | -------- | -------- | -------- | -------- | -------- | -------- | -------- | ------- | -------- |
| Pfeffer Anna                 | Kajak egyes 500 m  | 2:13,51  | 2.       | 6.       | erőnyerő | erőnyerő | erőnyerő | 2:07,15  | 1.       | 6.       | 2:05,50 |          |
| Pfeffer Anna Hollósy Katalin | Kajak kettes 500 m | 2:01,87  | 3.       | 5.       | erőnyerő | erőnyerő | erőnyerő |          |          |          | 1:55,12 | 4.       |

## Kerékpározás

### Országúti kerékpározás
| Versenyző                                                | Versenyszám     | Idő             | Helyezés      |
| -------------------------------------------------------- | --------------- | --------------- | ------------- |
| Debreczeni Tibor                                         | Mezőnyverseny   | 4:17:09 (+2:32) | 64.           |
| Géra Imre                                                | Mezőnyverseny   | 4:17:09 (+2:32) | 67.           |
| Peterman József                                          | Mezőnyverseny   | nem ért célba   | nem ért célba |
| Takács András                                            | Mezőnyverseny   | 4:15:13 (+0:36) | 23.           |
| Debreczeni Tibor Géra Imre Peterman József Takács András | Csapat időfutam | 2:14:18 (+3:01) | 7.            |

## Kézilabda
| Magyar férfi kézilabdacsapat-játékoskeret                                                                               | Magyar férfi kézilabdacsapat-játékoskeret                                                                |
| --- | --- |
| - Adorján János - Bartalos Béla - Csík János - Harka László - Horváth József - Kaló Sándor - Marosi István - Simó Lajos | - Sttiler János - Szabó István - Szabó László - Takács Sándor - Varga István - Vass Károly - Vass Sándor |

### Eredmények
Csoportkör
D csoport
| Csapat                 | M | Gy | D | V | G+ | G– | Gk  | P |
| ---------------------- | - | -- | - | - | -- | -- | --- | - |
| Jugoszlávia (YUG)      | 3 | 3  | 0 | 0 | 63 | 45 | +18 | 6 |
| Magyarország (HUN)     | 3 | 2  | 0 | 1 | 64 | 45 | +19 | 4 |
| Japán (JPN)            | 3 | 1  | 0 | 2 | 46 | 56 | –10 | 2 |
| Egyesült Államok (USA) | 3 | 0  | 0 | 3 | 46 | 73 | –27 | 0 |

| 1972. augusztus 30. | Magyarország (HUN) | 28 – 15 | Egyesült Államok (USA) |  |
| 1972. augusztus 30. | Varga 13           | (16–8)  | Rogers, Schlesinger 4  |  |
| 1972. augusztus 30. |                    |         |                        |  |

| 1972. szeptember 1. | Magyarország (HUN) | 20 – 12 | Japán (JPN)       |  |
| 1972. szeptember 1. | Varga 6            | (10–7)  | Csikamori, Kino 3 |  |
| 1972. szeptember 1. |                    |         |                   |  |

| 1972. szeptember 3. | Jugoszlávia (YUG) | 18 – 16 | Magyarország (HUN) |  |
| 1972. szeptember 3. | Lavrnić 8         | (9–8)   | Varga 5            |  |
| 1972. szeptember 3. |                   |         |                    |  |

Középdöntő
F. csoport
A táblázat tartalmazza a D csoportban lejátszott Jugoszlávia – Magyarország 18–16-os eredményt.
| Csapat             | M | Gy | D | V | G+ | G– | Gk  | P |
| ------------------ | - | -- | - | - | -- | -- | --- | - |
| Jugoszlávia (YUG)  | 3 | 3  | 0 | 0 | 56 | 44 | +12 | 6 |
| Románia (ROU)      | 3 | 2  | 0 | 1 | 46 | 39 | +7  | 4 |
| NSZK (FRG)         | 3 | 1  | 0 | 2 | 43 | 51 | –8  | 2 |
| Magyarország (HUN) | 3 | 0  | 0 | 3 | 44 | 55 | –11 | 0 |

| 1972. szeptember 6. | Románia (ROU) | 20 – 14 | Magyarország (HUN) |  |
| 1972. szeptember 6. | Gruia 8       | (11–6)  | Kaló, Varga 3      |  |
| 1972. szeptember 6. |               |         |                    |  |

| 1972. szeptember 8. | NSZK (FRG) | 17 – 14 | Magyarország (HUN) |  |
| 1972. szeptember 8. | Möller 6   | (8–6)   | Vass K., Sttiler 3 |  |
| 1972. szeptember 8. |            |         |                    |  |

A 7. helyért
| 1972. szeptember 10. | Svédország (SWE) | 19 – 18 | Magyarország (HUN) |  |
| 1972. szeptember 10. | Persson 5        | (11–8)  | Vass K. 6          |  |
| 1972. szeptember 10. |                  |         |                    |  |

| Csapat             | Helyezés |
| ------------------ | -------- |
| Magyarország (HUN) | 8.       |

## Labdarúgás
| Magyar labdarúgócsapat-játékoskeret | Magyar labdarúgócsapat-játékoskeret                                                                                                   |
| --- | --- |
| - Bálint László - Branikovits László - Dunai Antal - Dunai Ede - Géczi István - Juhász Péter - Kocsis Lajos - Kovács József - Kozma Mihály - Kű Lajos | - Páncsics Miklós - Rothermel Ádám - Szűcs Lajos - Tóth Kálmán - Várady Béla - Vépi Péter - Vidáts Csaba - Básti István* - Rapp Imre* |

* - nem játszott csak nevezve volt

### Eredmények
Csoportkör
C csoport
| Csapat       | M | Gy | D | V | G+ | G– | Gk | P |
| ------------ | - | -- | - | - | -- | -- | -- | - |
| Magyarország | 3 | 2  | 1 | 0 | 9  | 2  | +7 | 5 |
| Dánia        | 3 | 2  | 0 | 1 | 7  | 4  | +3 | 4 |
| Irán         | 3 | 1  | 0 | 2 | 1  | 9  | –8 | 2 |
| Brazília     | 3 | 0  | 1 | 2 | 4  | 6  | –2 | 1 |

| 1972. augusztus 27. 12:00 |

| Magyarország (HUN)                        | 5–0               | Irán |
| ----------------------------------------- | ----------------- | ---- |
| Dunai A. 31' 48' 91' Váradi 52' Kozma 81' | (1–0) Jegyzőkönyv |      |

| Nürnberg Nézőszám: 2 000 Játékvezető: Guillermo Velasquez (kolumbiai) |

| 1972. augusztus 29. 12:00 |

| Magyarország (HUN)     | 2–2               | Brazília                |
| ---------------------- | ----------------- | ----------------------- |
| Dunai A. 4' Juhász 84' | (1–0) Jegyzőkönyv | Pedrinho 67' Dirceu 73' |

| Olimpiai Stadion, München Nézőszám: 50 000 Játékvezető: William Mullan (brit) |

| 1972. augusztus 31. 12:00 |

| Dánia (DEN) | 0–2               | Magyarország     |
| ----------- | ----------------- | ---------------- |
|             | (0–1) Jegyzőkönyv | Dunai E. 17' 84' |

| Rosenaustadion, Augsburg Nézőszám: 8 500 Játékvezető: Poh Hwa Oei (maláj) |

Középdöntő
1. csoport
| Csapat       | M | Gy | D | V | G+ | G– | Gk | P |
| ------------ | - | -- | - | - | -- | -- | -- | - |
| Magyarország | 3 | 3  | 0 | 0 | 8  | 1  | +7 | 6 |
| NDK          | 3 | 2  | 0 | 1 | 10 | 4  | +6 | 4 |
| NSZK         | 3 | 0  | 1 | 2 | 4  | 8  | –4 | 1 |
| Mexikó       | 3 | 0  | 1 | 2 | 1  | 10 | –9 | 1 |

| 1972. szeptember 3. 12:00 |

| Magyarország (HUN)    | 2–0               | NDK |
| --------------------- | ----------------- | --- |
| Dunai A. 60' Tóth 66' | (0–0) Jegyzőkönyv |     |

| Passau Nézőszám: 8 500 Játékvezető: Armando Marques (brazil) |

| 1972. szeptember 6. 12:00 |

| Magyarország (HUN)                   | 4–1               | NSZK         |
| ------------------------------------ | ----------------- | ------------ |
| Dunai E. 14' Dunai A. 43' Kű 75' 87' | (2–1) Jegyzőkönyv | Hitzfeld 33' |

| Olimpiai Stadion, München Nézőszám: 70 000 Játékvezető: Luis Pestarino (argentin) |

| 1972. szeptember 8. 12:00 |

| Magyarország (HUN)      | 2–0               | Mexikó |
| ----------------------- | ----------------- | ------ |
| Dunai A. 35' Kocsis 53' | (1–0) Jegyzőkönyv |        |

| Regensburg Nézőszám: 2 500 Játékvezető: Kan Chee Lee (hongkongi) |

Döntő
| 1972. szeptember 10. |

| Lengyelország (POL) | 2–1               | Magyarország |
| ------------------- | ----------------- | ------------ |
| Deyna 47' 68'       | (0–1) Jegyzőkönyv | Váradi 42'   |

| Olimpiai Stadion, München Nézőszám: 80 000 Játékvezető: Kurt Tschenscher (nyugat-német) |

| Csapat             | Helyezés |
| ------------------ | -------- |
| Magyarország (HUN) |          |

## Lovaglás
Díjugratás
| Versenyző                             | Ló                  | Versenyszám | 1. forduló   | 1. forduló   | 2. forduló | 2. forduló | Összesen | Összesen |
| Versenyző                             | Ló                  | Versenyszám | Pont         | Hely.        | Pont       | Hely.      | Pont     | Helyezés |
| ------------------------------------- | ------------------- | ----------- | ------------ | ------------ | ---------- | ---------- | -------- | -------- |
| Ákos Ajtony                           | Őzike               | Egyéni      | 29,00        | 49.          | kiesett    | kiesett    | 29,00    | 49.      |
| Móra László                           | Antaryl             | Egyéni      | visszalépett | visszalépett | kiesett    | kiesett    | kiesett  | kiesett  |
| Széplaki Pál                          | Kemal               | Egyéni      | 28,00        | 47.          | kiesett    | kiesett    | 28,00    | 47.      |
| Ákos Ajtony Bognár Sándor Móra László | Őzike Fáklyás Betty | Csapat      | 186,50       | 17.          | kiesett    | kiesett    | 186,50   | 17.      |

Lovastusa
| Versenyző                                                 | Ló                            | Versenyszám | Díjlovaglás | Díjlovaglás | Tereplovaglás | Tereplovaglás | Díjugratás    | Díjugratás    | Végeredmény | Végeredmény |
| Versenyző                                                 | Ló                            | Versenyszám | Bünt.       | Hely.       | Bünt.         | Hely.         | Bünt.         | Hely.         | Bünt.       | Helyezés    |
| --------------------------------------------------------- | ----------------------------- | ----------- | ----------- | ----------- | ------------- | ------------- | ------------- | ------------- | ----------- | ----------- |
| Horváth József                                            | Dariusz                       | Egyéni      | -55,33      | 26.         | nem ért célba | nem ért célba | kiesett       | kiesett       | kiesett     | kiesett     |
| Krizsán János                                             | Dervis                        | Egyéni      | -82,00      | 69.         | nem ért célba | nem ért célba | kiesett       | kiesett       | kiesett     | kiesett     |
| Szabácsy István                                           | Adonisz                       | Egyéni      | -88,33      | 73.         | -54,80        | 34.           | -10,00        | 16.           | -153,13     | 38.         |
| Varró József                                              | Abasár                        | Egyéni      | -57,00      | 30.         | nem ért célba | nem ért célba | kiesett       | kiesett       | kiesett     | kiesett     |
| Horváth József Krizsán János Szabácsy István Varró József | Dariusz Dervis Adonisz Abasár | Csapat      | -194,33     | 17.         | 37,60         | 12.           | nem ért célba | nem ért célba | kiesett     | kiesett     |

## Ökölvívás
| Versenyző    | Versenyszám  | Selejtező                             | 32-es főtábla                     | Nyolcaddöntő                 | Negyeddöntő                        | Elődöntő                     | Döntő                            | Helyezés    |
| Versenyző    | Versenyszám  | Ellenfél Eredmény                     | Ellenfél Eredmény                 | Ellenfél Eredmény            | Ellenfél Eredmény                  | Ellenfél Eredmény            | Ellenfél Eredmény                | Helyezés    |
| ------------ | ------------ | ------------------------------------- | --------------------------------- | ---------------------------- | ---------------------------------- | ---------------------------- | -------------------------------- | ----------- |
| Gedó György  | Papírsúly    |                                       | Surapong Sripirom (THA) · RSC     | Dennis Talbot (AUS) · 3-2    | Volodimir Ivanov (URS) · 4-1       | Ralph Evans (GBR) · 5-0      | Kim Ugil (Kim U-gil) (PRK) · 5-0 |             |
| Orbán Sándor | Légsúly      | Chawalit On-Chim (THA) · visszalépett | kiesett                           | kiesett                      | kiesett                            | kiesett                      | kiesett                          | helyezetlen |
| Botos András | Pehelysúly   | Preecha Nopparat (THA) · 5-0          | Michael Andrews (NGR) · 5-0       | Louis Self (USA) · 3-2       | Kobajasi Kazuo (JPN) · 4-1         | Borisz Kuznyecov (URS) · 0-5 | kiesett                          |             |
| Orbán László | Könnyűsúly   | Mohamed Sourour (MAR) · 5-0           | Gianbattista Capretti (ITA) · 4-1 | Ivan Mihajlov (BUL) · 4-1    | Kim Theho (Kim Tae-Ho) (KOR) · 4-1 | Alfonso Pérez (COL) · 3-2    | Jan Szczepański (POL) · 0-5      |             |
| Kajdi János  | Váltósúly    | erőnyerő                              | James Vrij (NED) · 4-1            | Damdinjavyn Bandi (MGL) · KO | Maurice Hope (GBR) · 5-0           | Richard Murunga (KEN) · 4-1  | Emilio Correa (CUB) · 0-5        |             |
| Tóth Imre    | Félnehézsúly |                                       | Matthias Ouma (UGA) · 3-2         | Mate Parlov (YUG) · RSC      | kiesett                            | kiesett                      | kiesett                          | 9.          |
| Réder József | Nehézsúly    |                                       |                                   | Ion Alexe (ROU) · 0-5        | kiesett                            | kiesett                      | kiesett                          | 9.          |

## Öttusa
| Versenyző                                | Versenyszám | Lovaglás | Lovaglás | Lovaglás | Vívás    | Vívás | Vívás | Lövészet | Lövészet | Lövészet | Úszás  | Úszás | Úszás | Futás   | Futás | Futás | Összesen    | Összesen |
| Versenyző                                | Versenyszám | Idő      | Pont     | Hely.    | Eredmény | Pont  | Hely. | Pontszám | Pont     | Hely.    | Idő    | Pont  | Hely. | Idő     | Pont  | Hely. | Összes pont | Helyezés |
| ---------------------------------------- | ----------- | -------- | -------- | -------- | -------- | ----- | ----- | -------- | -------- | -------- | ------ | ----- | ----- | ------- | ----- | ----- | ----------- | -------- |
| Bakó Pál                                 | Egyéni      | 2:42,5   | 940      | 43.      | 29–29    | 772   | 27.   | 190      | 912      | 16.      | 3:39,4 | 1120  | 12.   | 13:30,4 | 1135  | 13.   | 4879        | 15.      |
| Balczó András                            | Egyéni      | 2:18,9   | 1060     | 17.      | 44–14    | 1057  | 2.    | 192      | 956      | 12.      | 3:46,6 | 1060  | 25.   | 12:42,6 | 1279  | 3.    | 5412        |          |
| Villányi Zsigmond                        | Egyéni      | 2:35,4   | 975      | 34.      | 40–18    | 981   | 5.    | 188      | 868      | 23.      | 3:41,5 | 1100  | 16.   | 13:34,6 | 1123  | 20.   | 5047        | 12.      |
| Bakó Pál Balczó András Villányi Zsigmond | Csapat      |          | 2975     | 10.      |          | 2820  | 2.    |          | 2736     | 2.       |        | 3280  | 5.    |         | 3537  | 1.    | 15348       |          |

## Röplabda

### Női
| Magyar női röplabdacsapat-játékoskeret                                                      | Magyar női röplabdacsapat-játékoskeret                                                  |
| ------------------------------------------------------------------------------------------- | --------------------------------------------------------------------------------------- |
| - Bokros Zsuzsanna - Eichler Katalin - Énekes Emőke - Fekete Judit - Gál Mária - Kiss Judit | - Radó Lucia - Makláry Ilona - Schlégl Judit - Sebők Éva - Siry Emerencia - Torma Ágnes |

#### Eredmények
Csoportkör
A csoport
|                    |      | Mérkőzések | Mérkőzések | Szettek | Szettek | Szettek | Pontok | Pontok | Pontok |
| Csapat             | Pont | Gy         | V          | Sz+     | Sz–     | SzA     | P+     | P–     | PA     |
| ------------------ | ---- | ---------- | ---------- | ------- | ------- | ------- | ------ | ------ | ------ |
| Szovjetunió (URS)  | 6    | 3          | 0          | 9       | 2       | 4,500   | 159    | 96     | 1,656  |
| Dél-Korea (KOR)    | 5    | 2          | 1          | 7       | 3       | 2,333   | 127    | 99     | 1,283  |
| Magyarország (HUN) | 4    | 1          | 2          | 4       | 6       | 0,667   | 114    | 131    | 0,870  |
| NSZK (FRG)         | 3    | 0          | 3          | 0       | 9       | 0,000   | 61     | 135    | 0,452  |

| 1972. augusztus 27. 15:30 | Magyarország (HUN)  | 3 – 0 | NSZK (FRG) |  |
| 1972. augusztus 27. 15:30 | (15–8, 15–11, 15–9) |       |            |  |

| 1972. augusztus 29. 15:30 | Magyarország (HUN)   | 0 – 3 | Dél-Korea (KOR) |  |
| 1972. augusztus 29. 15:30 | (7–15, 13–15, 11–15) |       |                 |  |

| 1972. augusztus 31. 15:30 | Magyarország (HUN)         | 1 – 3 | Szovjetunió (URS) |  |
| 1972. augusztus 31. 15:30 | (12–15, 2–15, 15–13, 9–15) |       |                   |  |

Az 5–8. helyért
| 1972. szeptember 2. 21:00 | Magyarország (HUN)                 | 3 – 2 | Csehszlovákia (TCH) |  |
| 1972. szeptember 2. 21:00 | (15–9, 13–15, 11–15, 15–10, 15–11) |       |                     |  |

Az 5. helyért
| 1972. szeptember 7. 15:30 | Kuba (CUB)                         | 2 – 3 | Magyarország (HUN) |  |
| 1972. szeptember 7. 15:30 | (15–13, 16–14, 14–16, 5–15, 11–15) |       |                    |  |

| Csapat             | Helyezés |
| ------------------ | -------- |
| Magyarország (HUN) | 5.       |

## Sportlövészet
Nyílt
| Versenyző        | Versenyszám                    | Pont | Helyezés |
| ---------------- | ------------------------------ | ---- | -------- |
| Kun Szilárd      | Gyorstüzelő pisztoly           | 583  | 23.      |
| Katkó Pál        | Szabadpisztoly                 | 548  | 20.      |
| Marosvári Kornél | Szabadpisztoly                 | 555  | 7.       |
| Jenei István     | Futócéllövészet                | 531  | 22.      |
| Szabó Gyula      | Futócéllövészet                | 545  | 13.      |
| Hammerl László   | Sportpuska, fekvő              | 597  | 8.       |
| Hammerl László   | Sportpuska, összetett          | 1141 | 17.      |
| Nagy Sándor      | Sportpuska, összetett          | 1138 | 23.      |
| Nagy Sándor      | Sportpuska, fekvő              | 590  | 48.      |
| Nagy Béla        | Szabadpuska, összetett (300 m) | 1140 | 11.      |
| Papp Lajos       | Szabadpuska, összetett (300 m) | 1149 |          |

## Súlyemelés
| Versenyző          | Versenyszám | Nyomás   | Nyomás   | Szakítás | Szakítás | Lökés    | Lökés    | Összesen | Helyezés |
| Versenyző          | Versenyszám | Eredmény | Helyezés | Eredmény | Helyezés | Eredmény | Helyezés | Összesen | Helyezés |
| ------------------ | ----------- | -------- | -------- | -------- | -------- | -------- | -------- | -------- | -------- |
| Holczreiter Sándor | 52 kg       | 112,5    | 2.       | 92,5     | 8.       | 122,5    | 5.       | 327,5    |          |
| Szűcs Lajos        | 52 kg       | 107,5    | 3.       | 95,0     | 4.       | 127,5    | 2.       | 330,0    |          |
| Földi Imre         | 56 kg       | 127,5    | 1.       | 107,5    | 4.       | 142,5    | 1.       | 377,5    |          |
| Benedek János      | 60 kg       | 125,0    | 5.       | 120,0    | 4.       | 145,0    | 5.       | 390,0    |          |
| Ambrózi Jenő       | 67,5 kg     | 142,5    | 5.       | 120,0    | 10.      | 165,0    | 5.       | 427,5    | 6.       |
| Stark András       | 75 kg       | 152,5    | 7.       | 137,5    | 7.       | 170,0    | 9.       | 460,0    | 7.       |
| Szarvas Gábor      | 75 kg       | 150,0    | 10.      | 135,0    | 8.       | 175,0    | 2.       | 460,0    | 6.       |
| Horváth György     | 82,5 kg     | 160,0    | 8.       | 142,5    | 7.       | 192,5    | 1.       | 495,0    |          |
| Hanzlik János      | 110 kg      | 190,0    | 5.       | 157,5    | 7.       | 195,0    | 10.      | 542,5    | 6.       |

## Torna
Férfi
| Versenyző                                                                        | Versenyszám      | Selejtező | Selejtező | Döntő    | Döntő    |
| Versenyző                                                                        | Versenyszám      | Pontszám  | Helyezés  | Pontszám | Helyezés |
| -------------------------------------------------------------------------------- | ---------------- | --------- | --------- | -------- | -------- |
| Bérczi István                                                                    | Talaj            | 17,30     | 67.       | kiesett  | kiesett  |
| Bérczi István                                                                    | Ugrás            | 18,05     | 52.       | kiesett  | kiesett  |
| Bérczi István                                                                    | Korlát           | 17,95     | 56.       | kiesett  | kiesett  |
| Bérczi István                                                                    | Nyújtó           | 17,00     | 84.       | kiesett  | kiesett  |
| Bérczi István                                                                    | Gyűrű            | 16,95     | 77.       | kiesett  | kiesett  |
| Bérczi István                                                                    | Lólengés         | 17,70     | 45.       | kiesett  | kiesett  |
| Bérczi István                                                                    | Egyéni összetett | 104,95    | 64.       | kiesett  | kiesett  |
| Herczeg Béla                                                                     | Talaj            | 17,10     | 78.       | kiesett  | kiesett  |
| Herczeg Béla                                                                     | Ugrás            | 17,90     | 71.       | kiesett  | kiesett  |
| Herczeg Béla                                                                     | Korlát           | 18,35     | 32.       | kiesett  | kiesett  |
| Herczeg Béla                                                                     | Nyújtó           | 17,55     | 67.       | kiesett  | kiesett  |
| Herczeg Béla                                                                     | Gyűrű            | 16,70     | 92.       | kiesett  | kiesett  |
| Herczeg Béla                                                                     | Lólengés         | 18,00     | 29.       | kiesett  | kiesett  |
| Herczeg Béla                                                                     | Egyéni összetett | 105,60    | 57.*      | kiesett  | kiesett  |
| Kiss István                                                                      | Talaj            | 17,15     | 74.       | kiesett  | kiesett  |
| Kiss István                                                                      | Ugrás            | 18,00     | 54.       | kiesett  | kiesett  |
| Kiss István                                                                      | Korlát           | 18,10     | 47.       | kiesett  | kiesett  |
| Kiss István                                                                      | Nyújtó           | 17,70     | 56.       | kiesett  | kiesett  |
| Kiss István                                                                      | Gyűrű            | 18,00     | 40.       | kiesett  | kiesett  |
| Kiss István                                                                      | Lólengés         | 17,70     | 45.       | kiesett  | kiesett  |
| Kiss István                                                                      | Egyéni összetett | 106,65    | 46.       | kiesett  | kiesett  |
| Kisteleki Antal                                                                  | Talaj            | 17,05     | 80.       | kiesett  | kiesett  |
| Kisteleki Antal                                                                  | Ugrás            | 18,10     | 47.       | kiesett  | kiesett  |
| Kisteleki Antal                                                                  | Korlát           | 17,75     | 68.       | kiesett  | kiesett  |
| Kisteleki Antal                                                                  | Nyújtó           | 17,30     | 72.       | kiesett  | kiesett  |
| Kisteleki Antal                                                                  | Gyűrű            | 17,90     | 42.       | kiesett  | kiesett  |
| Kisteleki Antal                                                                  | Lólengés         | 17,20     | 64.       | kiesett  | kiesett  |
| Kisteleki Antal                                                                  | Egyéni összetett | 105,30    | 62.       | kiesett  | kiesett  |
| Magyar Zoltán                                                                    | Talaj            | 18,05     | 33.       | kiesett  | kiesett  |
| Magyar Zoltán                                                                    | Ugrás            | 18,60     | 12.       | kiesett  | kiesett  |
| Magyar Zoltán                                                                    | Korlát           | 18,05     | 52.       | kiesett  | kiesett  |
| Magyar Zoltán                                                                    | Nyújtó           | 18,15     | 35.       | kiesett  | kiesett  |
| Magyar Zoltán                                                                    | Gyűrű            | 17,75     | 47.       | kiesett  | kiesett  |
| Magyar Zoltán                                                                    | Lólengés         | 18,10     | 24.       | kiesett  | kiesett  |
| Magyar Zoltán                                                                    | Egyéni összetett | 108,70    | 31.*      | 109,200  | 29.      |
| Molnár Imre                                                                      | Talaj            | 18,35     | 25.       | kiesett  | kiesett  |
| Molnár Imre                                                                      | Ugrás            | 18,65     | 11.       | kiesett  | kiesett  |
| Molnár Imre                                                                      | Korlát           | 18,50     | 24.       | kiesett  | kiesett  |
| Molnár Imre                                                                      | Nyújtó           | 18,20     | 32.       | kiesett  | kiesett  |
| Molnár Imre                                                                      | Gyűrű            | 18,25     | 29.       | kiesett  | kiesett  |
| Molnár Imre                                                                      | Lólengés         | 18,60     | 8.        | kiesett  | kiesett  |
| Molnár Imre                                                                      | Egyéni összetett | 110,55    | 20.       | 110,625  | 19.      |
| Bérczi István Herczeg Béla Kiss István Kisteleki Antal Magyar Zoltán Molnár Imre | Csapat összetett |           |           | 538,60   | 8.       |

Női
| Versenyző                                                                               | Versenyszám      | Selejtező | Selejtező | Döntő    | Döntő    |
| Versenyző                                                                               | Versenyszám      | Pontszám  | Helyezés  | Pontszám | Helyezés |
| --------------------------------------------------------------------------------------- | ---------------- | --------- | --------- | -------- | -------- |
| Békési Ilona                                                                            | Talaj            | 18,50     | 13.       | kiesett  | kiesett  |
| Békési Ilona                                                                            | Ugrás            | 18,30     | 19.       | kiesett  | kiesett  |
| Békési Ilona                                                                            | Felemás korlát   | 19,15     | 5.        | 19,275   | 5.       |
| Békési Ilona                                                                            | Gerenda          | 18,45     | 10.       | kiesett  | kiesett  |
| Békési Ilona                                                                            | Egyéni összetett | 74,40     | 9.        | 74,950   | 9.       |
| Császár Mónika                                                                          | Talaj            | 18,45     | 19.       | kiesett  | kiesett  |
| Császár Mónika                                                                          | Ugrás            | 18,35     | 16.       | kiesett  | kiesett  |
| Császár Mónika                                                                          | Felemás korlát   | 18,40     | 31.       | kiesett  | kiesett  |
| Császár Mónika                                                                          | Gerenda          | 18,65     | 5.        | 18,925   | 4.       |
| Császár Mónika                                                                          | Egyéni összetett | 73,85     | 12.       | 74,425   | 14.      |
| Kelemen Márta                                                                           | Talaj            | 17,80     | 53.       | kiesett  | kiesett  |
| Kelemen Márta                                                                           | Ugrás            | 18,25     | 22.       | kiesett  | kiesett  |
| Kelemen Márta                                                                           | Felemás korlát   | 18,85     | 9.        | kiesett  | kiesett  |
| Kelemen Márta                                                                           | Gerenda          | 18,10     | 16.       | kiesett  | kiesett  |
| Kelemen Márta                                                                           | Egyéni összetett | 73,00     | 20.*      | 72,150   | 34.      |
| Kéry Anikó                                                                              | Talaj            | 18,50     | 13.       | kiesett  | kiesett  |
| Kéry Anikó                                                                              | Ugrás            | 18,40     | 15.       | kiesett  | kiesett  |
| Kéry Anikó                                                                              | Felemás korlát   | 18,70     | 13.       | kiesett  | kiesett  |
| Kéry Anikó                                                                              | Gerenda          | 17,80     | 27.       | kiesett  | kiesett  |
| Kéry Anikó                                                                              | Egyéni összetett | 73,40     | 16.       | 74,000   | 17.      |
| Medveczky Krisztina                                                                     | Talaj            | 18,30     | 25.       | kiesett  | kiesett  |
| Medveczky Krisztina                                                                     | Ugrás            | 18,05     | 35.       | kiesett  | kiesett  |
| Medveczky Krisztina                                                                     | Felemás korlát   | 18,75     | 10.       | kiesett  | kiesett  |
| Medveczky Krisztina                                                                     | Gerenda          | 18,50     | 9.        | kiesett  | kiesett  |
| Medveczky Krisztina                                                                     | Egyéni összetett | 73,60     | 15.       | 74,450   | 13.      |
| Nagy Zsuzsanna                                                                          | Talaj            | 17,65     | 62.       | kiesett  | kiesett  |
| Nagy Zsuzsanna                                                                          | Ugrás            | 18,00     | 37.       | kiesett  | kiesett  |
| Nagy Zsuzsanna                                                                          | Felemás korlát   | 18,25     | 39.       | kiesett  | kiesett  |
| Nagy Zsuzsanna                                                                          | Gerenda          | 17,55     | 34.       | kiesett  | kiesett  |
| Nagy Zsuzsanna                                                                          | Egyéni összetett | 71,45     | 41.       | kiesett  | kiesett  |
| Békési Ilona Császár Mónika Kelemen Márta Kéry Anikó Medveczky Krisztina Nagy Zsuzsanna | Csapat összetett |           |           | 368,25   |          |

* - egy másik versenyzővel azonos eredményt ért el

## Úszás
Férfi
| Versenyző                                                                  | Versenyszám            | Előfutam | Előfutam | Előfutam | Elődöntő | Elődöntő | Elődöntő | Döntő   | Döntő    |
| Versenyző                                                                  | Versenyszám            | Idő      | Hely.    | Össz.    | Idő      | Hely.    | Össz.    | Idő     | Helyezés |
| -------------------------------------------------------------------------- | ---------------------- | -------- | -------- | -------- | -------- | -------- | -------- | ------- | -------- |
| Császári Attila                                                            | 100 m gyors            | 55,37    | 5.       | 34.      | kiesett  | kiesett  | kiesett  | kiesett | kiesett  |
| Szentirmay István                                                          | 100 m gyors            | 54,71    | 4.       | 26.      | kiesett  | kiesett  | kiesett  | kiesett | kiesett  |
| Szentirmay István                                                          | 100 m pillangó         | 58,07    | 2.       | 13.      | 58,25    | 8.       | 14.      | kiesett | kiesett  |
| Hargitay András                                                            | 200 m pillangó         | 2:05,05  | 2.       | 4.       |          |          |          | 2:04,69 | 6.       |
| Hargitay András                                                            | 200 m vegyes           | 2:10,88  | 1.       | 5.       |          |          |          | 2:09,66 | 5.       |
| Hargitay András                                                            | 400 m vegyes           | 4:37,51  | 1.       | 2.       |          |          |          | 4:32,70 |          |
| Sós Csaba                                                                  | 400 m vegyes           | 4:52,89  | 5.       | 22.      |          |          |          | kiesett | kiesett  |
| Sós Csaba                                                                  | 1500 m gyors           | 17:43,97 | 6.       | 38.      |          |          |          | kiesett | kiesett  |
| Verrasztó Zoltán                                                           | 1500 m gyors           | 17:18,66 | 3.       | 24.      |          |          |          | kiesett | kiesett  |
| Verrasztó Zoltán                                                           | 100 m hát              | 1:01,13  | 2.       | 17.*     | kiesett  | kiesett  | kiesett  | kiesett | kiesett  |
| Verrasztó Zoltán                                                           | 200 m hát              | 2:09,89  | 1.       | 7.       |          |          |          | 2:10,09 | 7.       |
| Rudolf Róbert                                                              | 200 m hát              | 2:13,64  | 5.       | 20.      |          |          |          | kiesett | kiesett  |
| Rudolf Róbert                                                              | 100 m hát              | 1:02,34  | 5.       | 26.      | kiesett  | kiesett  | kiesett  | kiesett | kiesett  |
| Cseh László                                                                | 100 m hát              | 1:01,63  | 3.       | 23.      | kiesett  | kiesett  | kiesett  | kiesett | kiesett  |
| Szabó Sándor                                                               | 100 m mell             | 1:09,68  | 4.       | 25.*     | kiesett  | kiesett  | kiesett  | kiesett | kiesett  |
| Tóth János                                                                 | 100 m mell             | 1:10,02  | 5.       | 28.      | kiesett  | kiesett  | kiesett  | kiesett | kiesett  |
| Tóth János                                                                 | 200 m mell             | 2:37,40  | 6.       | 36.      |          |          |          | kiesett | kiesett  |
| Cseh László Szabó Sándor Szentirmay István Császári Attila Hargitay András | 4 × 100 m vegyes váltó | 3:59,86  | 3.       | 8.       |          |          |          | 3:59,07 | 8.       |

Női
| Versenyző                                                    | Versenyszám            | Előfutam | Előfutam | Előfutam | Elődöntő | Elődöntő | Elődöntő | Döntő   | Döntő    |
| Versenyző                                                    | Versenyszám            | Idő      | Hely.    | Össz.    | Idő      | Hely.    | Össz.    | Idő     | Helyezés |
| ------------------------------------------------------------ | ---------------------- | -------- | -------- | -------- | -------- | -------- | -------- | ------- | -------- |
| Kovács Edit                                                  | 100 m gyors            | 1:03,00  | 5.       | 36.      | kiesett  | kiesett  | kiesett  | kiesett | kiesett  |
| Patóh Magdolna                                               | 100 m gyors            | 59,47    | 1.       | 2.       | 59,64    | 2.       | 5.       | 1:00,02 | 7.       |
| Turóczy Judit                                                | 100 m gyors            | 1:01,57  | 5.       | 20.      | kiesett  | kiesett  | kiesett  | kiesett | kiesett  |
| Turóczy Judit                                                | 200 m vegyes           | 2:32,63  | 5.       | 27.      |          |          |          | kiesett | kiesett  |
| Turóczy Judit                                                | 100 m pillangó         | 1:09,73  | 6.       | 25.      | kiesett  | kiesett  | kiesett  | kiesett | kiesett  |
| Gyarmati Andrea                                              | 100 m pillangó         | 1:04,01  | 1.       | 2.       | 1:03,80  | 1.       | 1.       | 1:03,73 |          |
| Gyarmati Andrea                                              | 200 m hát              | 2:25,81  | 4.       | 12.      |          |          |          | kiesett | kiesett  |
| Gyarmati Andrea                                              | 100 m hát              | 1:06,56  | 1.       | 1.       | 1:06,39  | 1.       | 4.       | 1:06,26 |          |
| Szekeres Ildikó                                              | 100 m hát              | 1:11,20  | 7.       | 31.      | kiesett  | kiesett  | kiesett  | kiesett | kiesett  |
| Kaczander Ágnes                                              | 100 m mell             | 1:16,52  | 2.       | 2.       | 1:16,34  | 2.       | 5.       | 1:16,26 | 4.       |
| Kaczander Ágnes                                              | 200 m mell             | 2:43,13  | 1.       | 1.       |          |          |          | 2:43,41 | 6.       |
| Kaczander Ágnes                                              | 200 m vegyes           | 2:28,05  | 2.       | 11.      |          |          |          | kiesett | kiesett  |
| Kiss Éva                                                     | 200 m vegyes           | 2:32,68  | 5.       | 29.      |          |          |          | kiesett | kiesett  |
| Kiss Éva                                                     | 100 m mell             | 1:18,57  | 3.       | 16.      | 1:17,59  | 8.       | 14.      | kiesett | kiesett  |
| Kiss Éva                                                     | 200 m mell             | 2:43,68  | 2.       | 2.*      |          |          |          | 2:45,12 | 8.       |
| Gyarmati Andrea Turóczy Judit Kovács Edit Patóh Magdolna     | 4 × 100 m gyorsváltó   | 4:04,29  | 4.       | 6.       |          |          |          | 4:00,39 | 4.       |
| Szekeres Ildikó Kaczander Ágnes Turóczy Judit Patóh Magdolna | 4 × 100 m vegyes váltó | 4:36,53  | 6.       | 12.      |          |          |          | kiesett | kiesett  |

* - egy másik versenyzővel azonos időt ért el

## Vitorlázás
Nyílt
| Versenyző                        | Versenyszám     | Futam  | Futam | Futam | Futam | Futam | Futam  | Futam  | Pontszám | Helyezés |
| Versenyző                        | Versenyszám     | 1      | 2     | 3     | 4     | 5     | 6      | 7      | Pontszám | Helyezés |
| -------------------------------- | --------------- | ------ | ----- | ----- | ----- | ----- | ------ | ------ | -------- | -------- |
| Fináczy György                   | Finn dingi      | 13,0   | 10,0  | 27,0  | 24,0  | 20,0  | 0,0    | (29,0) | 94,0     | 8.       |
| Gosztonyi András Holovits György | Csillaghajó     | (22,0) | 10,0  | 13,0  | 19,0  | 15,0  | 14,0   | 3,0    | 74,0     | 8.       |
| Izsák Szabolcs Litkey Bence      | Repülő hollandi | 16,0   | 8,0   | 27,0  | 29,0  | 21,0  | (32,0) | 19,0   | 120,0    | 16.      |

## Vívás
Férfi
| Versenyző                                                             | Versenyszám       | Selejtező | Selejtező | Selejtező | Selejtező | Negyeddöntő | Negyeddöntő               | Elődöntő | Elődöntő                  | Döntő | Döntő                                     | Helyezés    |
| Versenyző                                                             | Versenyszám       | 1. kör | 1. kör    | 2. kör | 2. kör    | Negyeddöntő | Negyeddöntő               | Elődöntő | Elődöntő                  | Döntő | Döntő                                     | Helyezés    |
| Versenyző                                                             | Versenyszám       | Ellenfél Eredmény | Hely.     | Ellenfél Eredmény | Hely.     | Ellenfél Eredmény | Hely.                     | Ellenfél Eredmény | Hely.                     | Ellenfél Eredmény | Hely.                                     | Helyezés    |
| --------------------------------------------------------------------- | ----------------- | --- | --------- | --- | --------- | --- | ------------------------- | --- | ------------------------- | --- | ----------------------------------------- | ----------- |
| Kamuti Jenő                                                           | Tőr, egyéni       | 1. csoport · Friedrich Wessel (FRG) · 2-5 · Vaszil Sztankovics (URS) · 5-1 · Carlos Calderón (MEX) · 5-2 · Ali Alamdari (IRI) · 5-2 · Matthew Chan (HKG) · 5-2                              | 2.        | 4. csoport · Anatolij Kotyesev (URS) · 5-1 · Christian Noël (FRA) · 5-3 · Klaus Reichert (FRG) · 5-4 · Roland Losert (AUT) · 5-1 · Tănase Mureșanu (ROU) · 3-5       | 1.        | 2. csoport · Lech Koziejowski (POL) · 3-5 · Bernard Talvard (FRA) · 5-3 · Anatolij Kotyesev (URS) · 5-3 · Szerizava Icsiró (JPN) · 5-4 · Graham Paul (GBR) · 5-1        | 2.                        | 1. csoport · Marek Dąbrowski (POL) · 3-5 · Nicola Granieri (ITA) · 5-4 · Daniel Revenu (FRA) · 5-4 · Szabó Sándor (HUN) · 5-1 · Witold Woyda (POL) · 2-5            | 2.                        | Witold Woyda (POL) · 3-5 · Christian Noël (FRA) · 5-2 · Mihai Ţiu (ROU) · 5-4 · Vlagyimir Gyenyiszov (URS) · 5-4 · Marek Dąbrowski (POL) · 5-4     | 2.                                        |             |
| Kamuti László                                                         | Tőr, egyéni       | 3. csoport · Uehara Kijosi (JPN) · 2-5 · Guillermo Saucedo (ARG) · 5-2 · Tănase Mureșanu (ROU) · 5-2 · Andréasz Vjenópulosz (GRE) · 5-0 · Ali Sleiman (LIB) · 5-2 · Harald Hein (FRG) · 3-5 | 2.        | 3. csoport · Nicola Granieri (ITA) · 1-5 · Marek Dąbrowski (POL) · 3-5 · Uehara Kijosi (JPN) · 0-5 · Bernard Talvard (FRA) · 2-5 · Carlos Calderón (MEX) · 5-3       | 5.        | kiesett | kiesett                   | kiesett | kiesett                   | kiesett | kiesett                                   | helyezetlen |
| Szabó Sándor                                                          | Tőr, egyéni       | 6. csoport · Lech Koziejowski (POL) · 2-5 · Barry Paul (GBR) · 5-4 · Ernest Simon (AUS) · 5-4 · Fawzi Merhi (LIB) · 5-0 · Robert Elliott (HKG) · 5-2 · Fernando Lúpiz (ARG) · 3-5           | 2.        | 5. csoport · Eduardo Jhons (CUB) · 5-2 · Szerizava Icsiró (JPN) · 5-3 · Friedrich Wessel (FRG) · 5-3 · Michael Breckin (GBR) · 5-3 · Greg Benko (AUS) · 5-2          | 1.        | 3. csoport · Witold Woyda (POL) · 2-5 · Vlagyimir Gyenyiszov (URS) · 3-5 · Nakadzsima Hirosi (JPN) · 5-2 · František Koukal (TCH) · 5-3 · Guillermo Saucedo (ARG) · 5-3 | 3.                        | 1. csoport · Marek Dąbrowski (POL) · 4-5 · Kamuti Jenő (HUN) · 1-5 · Nicola Granieri (ITA) · 2-5 · Daniel Revenu (FRA) · 3-5 · Witold Woyda (POL) · 5-1             | 6.                        | kiesett | kiesett                                   | helyezetlen |
| Fenyvesi Csaba                                                        | Párbajtőr, egyéni | 12. csoport · Hans-Peter Schulze (GDR) · 5-2 · Ralph Johnson (GBR) · 5-1 · Carl von Essen (SWE) · 5-2 · Jorge Castillejos (MEX) · 4-5 · Pirouz Adamiyat (IRI) · 2-5                         | 2.        | 2. csoport · Risto Hurme (FIN) · 5-5 · Szergej Paramonov (URS) · 5-1 · Costică Bărăgan (ROU) · 5-4 · Ralph Johnson (GBR) · 5-3 · Omar Vergara (ARG) · 4-5            | 2.        | 2. csoport · Daniel Giger (SUI) · 5-3 · Jacques Ladègaillerie (FRA) · 5-4 · Bernd Uhlig (GDR) · 5-3 · Nicola Granieri (ITA) · 5-3 · Henryk Nielaba (POL) · 4-5          | 1.                        | 2. csoport · Pongrácz Antal (ROU) · 2-5 · Jacques Ladègaillerie (FRA) · 3-5 · Jerzy Janikowski (POL) · 5-3 · Igor Valetov (URS) · 5-3 · Hrihorij Krissz (URS) · 5-3 | 3.                        | Jacques Ladègaillerie (FRA) · 5-5 · Kulcsár Győző (HUN) · 5-2 · Pongrácz Antal (ROU) · 5-1 · Rolf Edling (SWE) · 5-1 · Jacques Brodin (FRA) · 5-1  | 1.                                        |             |
| Kulcsár Győző                                                         | Párbajtőr, egyéni | 10. csoport · Gerry Wiedel (CAN) · 5-3 · Stephen Netburn (USA) · 5-2 · Ivan Kemnitz (DEN) · 5-4 · Andréasz Vjenópulosz (GRE) · 5-4 · Peter Lötscher (SUI) · 3-5                             | 1.        | 6. csoport · Bohdan Gonsior (POL) · 5-2 · Karl-Heinz Müller (AUT) · 5-2 · Orvar Jönsson (SWE) · 5-2 · Luis Stephens (MEX) · 5-2 · Horst Melzig (GDR) · 1-5           | 1.        | 3. csoport · Rolf Edling (SWE) · 4-5 · Hrihorij Krissz (URS) · 5-4 · Hans-Jürgen Hehn (FRG) · 5-3 · Morten von Krogh (NOR) · 5-4 · François Jeanne (FRA) · 1-5          | 3.                        | 1. csoport · Jacques Brodin (FRA) · 5-3 · Horst Melzig (GDR) · 5-3 · Daniel Giger (SUI) · 5-2 · Szergej Paramonov (URS) · 5-4 · Rolf Edling (SWE) · 0-5             | 1.                        | Fenyvesi Csaba (HUN) · 2-5 · Jacques Ladègaillerie (FRA) · 3-5 · Pongrácz Antal (ROU) · 5-3 · Rolf Edling (SWE) · 5-3 · Jacques Brodin (FRA) · 5-3 | 3.                                        |             |
| Schmitt Pál                                                           | Párbajtőr, egyéni | 11. csoport · Karl-Heinz Müller (AUT) · 5-3 · Pongrácz Antal (ROU) · 5-0 · Carlos Calderón (MEX) · 5-2 · Herbert Obst (CAN) · 5-0 · Orvar Jönsson (SWE) · 2-5                               | 1.        | 4. csoport · Daniel Giger (SUI) · 5-4 · Alexandru Istrate (ROU) · 5-4 · Stephen Netburn (USA) · 5-1 · Hans-Peter Schulze (GDR) · 5-2 · Jerzy Janikowski (POL) · 4-5  | 1.        | 1. csoport · Pongrácz Antal (ROU) · 2-5 · Jacques Brodin (FRA) · 2-5 · Bohdan Gonsior (POL) · 4-5 · Rudolf Trost (AUT) · 3-5 · Szergej Paramonov (URS) · 5-4            | 6.                        | kiesett | kiesett                   | kiesett | kiesett                                   | helyezetlen |
| Kovács Tamás                                                          | Kard, egyéni      | 5. csoport · Constantin Nicolae (ROU) · 5-2 · Paul Wischeidt (FRG) · 5-1 · Roberto Alva (MEX) · 5-2 · Fernando Lúpiz (ARG) · 5-1 · Richard Cohen (GBR) · 5-0                                | 1.        | 1. csoport · Rolando Rigoli (ITA) · 5-3 · Budaházi József (ROU) · 5-3 · Alfonso Morales (USA) · 5-0 · Francisco de la Torre (CUB) · 5-2 · Stoyko Lipchev (BUL) · 4-5 | 1.        | 2. csoport · Jerzy Pawłowski (POL) · 5-3 · Régis Bonnissent (FRA) · 5-4 · Manuel Ortíz (CUB) · 5-4 · Rolando Rigoli (ITA) · 5-3 · Knut Höhne (FRG) · 5-1                | 1.                        | 2. csoport · Viktor Szigyak (URS) · 2-5 · Régis Bonnissent (FRA) · 5-2 · Paul Wischeidt (FRG) · 5-1 · Boris Stavrev (BUL) · 5-4 · Paul Apostol (USA) · 3-5          | 2.                        | Viktor Szigyak (URS) · 3-5 · Vlagyimir Nazlimov (URS) · 4-5 · Michele Maffei (ITA) · 3-5 · Régis Bonnissent (FRA) · 2-5 · Marót Péter (HUN) · 5-2  | 6.                                        | 6.          |
| Marót Péter                                                           | Kard, egyéni      | 9. csoport · Rolando Rigoli (ITA) · 5-2 · Alfonso Morales (USA) · 5-1 · Mehmet Akpınar (TUR) · 5-0 · Istvan Kulcsar (SUI) · 5-1 · Francisco de la Torre (CUB) · 4-5                         | 1.        | 6. csoport · Régis Bonnissent (FRA) · 5-3 · Józef Nowara (POL) · 5-3 · Constantin Nicolae (ROU) · 5-0 · Boris Stavrev (BUL) · 4-5 · John Deanfield (GBR) · 2-5       | 1.        | 3. csoport · Viktor Szigyak (URS) · 3-5 · Budaházi József (ROU) · 5-4 · Józef Nowara (POL) · 5-3 · Alex Orban (USA) · 5-3 · Philippe Bena (FRA) · 5-1                   | 2.                        | 1. csoport · Vlagyimir Nazlimov (URS) · 3-5 · Jerzy Pawłowski (POL) · 5-4 · Budaházi József (ROU) · 5-0 · Bernard Vallée (FRA) · 5-1 · Michele Maffei (ITA) · 2-5   | 2.                        | Viktor Szigyak (URS) · 4-5 · Vlagyimir Nazlimov (URS) · 5-2 · Michele Maffei (ITA) · 5-4 · Régis Bonnissent (FRA) · 5-4 · Kovács Tamás (HUN) · 2-5 | 2.                                        |             |
| Pézsa Tibor                                                           | Kard, egyéni      | 7. csoport · Eddy Ham (NED) · 5-4 · Bernard Vallée (FRA) · 5-3 · Anani Mikhaylov (BUL) · 5-2 · Enrique Barza (PER) · 5-2 · Robert Foxcroft (CAN) · 5-0                                      | 1.        | 4. csoport · Philippe Bena (FRA) · 5-3 · Vlagyimir Nazlimov (URS) · 5-3 · Knut Höhne (FRG) · 5-4 · Hans Brandstätter (AUT) · 5-2 · Sandor Gombay (SUI) · 5-4         | 1.        | 4. csoport · Michele Maffei (ITA) · 4-5 · Bernard Vallée (FRA) · 3-5 · Paul Wischeidt (FRG) · 3-5 · Dan Irimiciuc (ROU) · 5-4 · Janusz Majewski (POL) · 4-5             | 5.                        | kiesett | kiesett                   | kiesett | kiesett                                   | helyezetlen |
| Fenyvesi Csaba Kamuti Jenő Kamuti László Marton István Szabó Sándor   | Tőr, csapat       | 4. csoport · Libanon (LIB) · 13-3 · Kanada (CAN) · 13-3 · Románia (ROU) · 8-7 | 1.        | |           | Kuba (CUB) · 9-6 | Kuba (CUB) · 9-6          | Lengyelország (POL) · 7-8 | Lengyelország (POL) · 7-8 | Bronzmérkőzés · Franciaország (FRA) · 7-9 | Bronzmérkőzés · Franciaország (FRA) · 7-9 | 4.          |
| Erdős Sándor Fenyvesi Csaba Kulcsár Győző Osztrics István Schmitt Pál | Párbajtőr, csapat | 3. csoport · NSZK (FRG) · 10-4 · Dánia (DEN) · 16-0 · Svédország (SWE) · 5-10 | 1.        | erőnyerő | erőnyerő  | Lengyelország (POL) · 9-1 | Lengyelország (POL) · 9-1 | Szovjetunió (URS) · 8-5 | Szovjetunió (URS) · 8-5   | Svájc (SUI) · 8-4 | Svájc (SUI) · 8-4                         |             |
| Bakonyi Péter Gerevich Pál Kovács Tamás Marót Péter Pézsa Tibor       | Kard, csapat      | 1. csoport · Bulgária (BUL) · 12-4 · Románia (ROU) · 9-3 | 1.        | |           | Kuba (CUB) · 9-2 | Kuba (CUB) · 9-2          | Szovjetunió (URS) · 7-9 | Szovjetunió (URS) · 7-9   | Bronzmérkőzés · Románia (ROU) · 8-7 | Bronzmérkőzés · Románia (ROU) · 8-7       |             |

Női
| Versenyző                                                            | Versenyszám | Selejtező | Selejtező | Negyeddöntő | Negyeddöntő               | Elődöntő | Elődöntő                | Döntő | Döntő                   | Helyezés    |
| Versenyző                                                            | Versenyszám | Ellenfél Eredmény | Hely.     | Ellenfél Eredmény | Hely.                     | Ellenfél Eredmény | Hely.                   | Ellenfél Eredmény | Hely.                   | Helyezés    |
| -------------------------------------------------------------------- | ----------- | --- | --------- | --- | ------------------------- | --- | ----------------------- | --- | ----------------------- | ----------- |
| Bóbis Ildikó                                                         | Tőr, egyéni | 3. csoport · Claudine le Comte (BEL) · 4-1 · Ana Derșidan-Ene-Pascu (ROU) · 4-1 · Hannelore Hradez (AUT) · 4-0 · Brigitte Gapais-Dumont (FRA) · 1-4                                                 | 1.        | 3. csoport · Giulia Lorenzoni (ITA) · 4-2 · Jeneiné Gyulai Ilona (ROU) · 4-0 · Alekszandra Zabelina (URS) · 4-2 · Katarína Lokšová-Ráczová (TCH) · 0-4 · Margarita Rodríguez (CUB) · 2-4 | 1.                        | 2. csoport · Galina Gorohova (URS) · 4-1 · Brigitte Gapais-Dumont (FRA) · 4-3 · Giulia Lorenzoni (ITA) · 4-2 · Claudine le Comte (BEL) · 4-3 · Antonella Ragno-Lonzi (ITA) · 3-4 | 1.                      | Antonella Ragno-Lonzi (ITA) · 3-4 · Galina Gorohova (URS) · 4-1 · Jelena Novikova (URS) · 4-3 · Kerstin Palm (SWE) · 4-2 · Marie-Chantal Demaille (FRA) · 2-4 | 2.                      |             |
| Rejtő Ildikó                                                         | Tőr, egyéni | 2. csoport · Irmela Broniecki (FRG) · 3-4 · Susan Green (GBR) · 2-4 · Szabó Orbán Olga (ROU) · 4-1 · María Esther García (CUB) · 4-1                                                                | 3.        | 2. csoport · Antonella Ragno-Lonzi (ITA) · 3-4 · Brigitte Gapais-Dumont (FRA) · 2-4 · Jelena Novikova (URS) · 2-4 · Halina Balon (POL) · 4-3                                             | 6.                        | kiesett | kiesett                 | kiesett | kiesett                 | helyezetlen |
| Szolnoki Mária                                                       | Tőr, egyéni | 4. csoport · Katarína Lokšová-Ráczová (TCH) · 0-4 · Cathérine Rousselet-Ceretti (FRA) · 4-3 · Marion Exelby (AUS) · 4-3 · Sylvia Iannuzzi-San Martín (ARG) · 4-0 · Kamilla Składanowska (POL) · 1-4 | 3.        | 1. csoport · Marie-Chantal Demaille (FRA) · 1-4 · Kerstin Palm (SWE) · 1-4 · Irmela Broniecki (FRG) · 3-4 · Galina Gorohova (URS) · 4-3 · Max Madsen (DEN) · 4-3                         | 6.                        | kiesett | kiesett                 | kiesett | kiesett                 | helyezetlen |
| Bóbis Ildikó Rejtő Ildikó Rónay Ildikó Szolnoki Mária Tordasi Ildikó | Tőr, csapat | 3. csoport · Kuba (CUB) · 14-2 · Ausztria (AUT) · 13-3 · Szovjetunió (URS) · 4-9 | 2.        | Franciaország (FRA) · 9-7 | Franciaország (FRA) · 9-7 | Olaszország (ITA) · 9-6 | Olaszország (ITA) · 9-6 | Szovjetunió (URS) · 5-9 | Szovjetunió (URS) · 5-9 |             |

## Vízilabda
| Magyar férfi vízilabdacsapat-játékoskeret                                                          | Magyar férfi vízilabdacsapat-játékoskeret                                         |
| -------------------------------------------------------------------------------------------------- | --------------------------------------------------------------------------------- |
| - Bodnár András - Cservenyák Tibor - Faragó Tamás - Görgényi István - Kásás Zoltán - Konrád Ferenc | - Magas István - Molnár Endre - Pócsik Dénes - Sárosi László - ifj. Szívós István |

### Eredmények
Csoportkör
B csoport
| Csapat             | M | Gy | D | V | G+ | G– | Gk  | P |
| ------------------ | - | -- | - | - | -- | -- | --- | - |
| Magyarország (HUN) | 4 | 3  | 1 | 0 | 22 | 6  | +16 | 7 |
| NSZK (FRG)         | 4 | 2  | 2 | 0 | 21 | 13 | +8  | 6 |
| Hollandia (NED)    | 4 | 2  | 1 | 1 | 14 | 11 | +3  | 5 |
| Ausztrália (AUS)   | 4 | 0  | 1 | 3 | 14 | 27 | –13 | 1 |
| Görögország (GRE)  | 4 | 0  | 1 | 3 | 13 | 27 | –14 | 1 |

| 1972. augusztus 27. 10:00 | Magyarország (HUN)   | 3 – 0 | Hollandia (NED) |  |
| 1972. augusztus 27. 10:00 | (0–0, 2–0, 0–0, 1–0) |       |                 |  |
| 1972. augusztus 27. 10:00 | három játékos 1      |       |                 |  |

| 1972. augusztus 28. 17:00 | NSZK (FRG)           | 3 – 3 | Magyarország (HUN) |  |
| 1972. augusztus 28. 17:00 | (1–0, 0–1, 0–2, 2–0) |       |                    |  |
| 1972. augusztus 28. 17:00 | három játékos 1      |       | három játékos 1    |  |

| 1972. augusztus 29. 14:00 | Görögország (GRE)    | 1 – 6 | Magyarország (HUN) |  |
| 1972. augusztus 29. 14:00 | (0–3, 0–0, 0–2, 1–1) |       |                    |  |
| 1972. augusztus 29. 14:00 | Kujevetópulosz 1     |       | Faragó 2           |  |

| 1972. augusztus 30. 14:00 | Ausztrália (AUS)     | 2 – 10 | Magyarország (HUN) |  |
| 1972. augusztus 30. 14:00 | (0–3, 1–2, 0–3, 1–2) |        |                    |  |
| 1972. augusztus 30. 14:00 | Barnes, Nunn 1       |        | Sárosi 3           |  |

Döntő csoportkör
| 1972. szeptember 1. 14:00 | Magyarország (HUN)   | 8 – 7 | Olaszország (ITA) |  |
| 1972. szeptember 1. 14:00 | (1–0, 2–1, 3–4, 2–2) |       |                   |  |
| 1972. szeptember 1. 14:00 | Szívós 3             |       | Pizzo 3           |  |

| 1972. szeptember 2. 19:30 | Egyesült Államok (USA) | 3 – 5 | Magyarország (HUN) |  |
| 1972. szeptember 2. 19:30 | (0–0, 1–2, 2–2, 0–1)   |       |                    |  |
| 1972. szeptember 2. 19:30 | három játékos 1        |       | Sárosi 2           |  |

| 1972. szeptember 3. 15:00 | Jugoszlávia (YUG)    | 2 – 4 | Magyarország (HUN) |  |
| 1972. szeptember 3. 15:00 | (0–1, 1–1, 0–1, 1–1) |       |                    |  |
| 1972. szeptember 3. 15:00 | Antunović, Bonačić 1 |       | Sárosi 2           |  |

| 1972. szeptember 4. 19:30 | Magyarország (HUN)   | 3 – 3 | Szovjetunió (URS) |  |
| 1972. szeptember 4. 19:30 | (2–1, 1–1, 0–1, 0–0) |       |                   |  |
| 1972. szeptember 4. 19:30 | három játékos 1      |       | három játékos 1   |  |

A táblázat tartalmazza a B csoportban lejátszott Nyugat-Németország – Magyarország 3–3-as eredményt.
| Csapat                 | M | Gy | D | V | G+ | G– | Gk | P |
| ---------------------- | - | -- | - | - | -- | -- | -- | - |
| Szovjetunió (URS)      | 5 | 3  | 2 | 0 | 22 | 16 | +6 | 8 |
| Magyarország (HUN)     | 5 | 3  | 2 | 0 | 23 | 18 | +5 | 8 |
| Egyesült Államok (USA) | 5 | 2  | 2 | 1 | 24 | 23 | +1 | 6 |
| NSZK (FRG)             | 5 | 0  | 3 | 2 | 15 | 18 | –3 | 3 |
| Jugoszlávia (YUG)      | 5 | 1  | 1 | 3 | 20 | 24 | –4 | 3 |
| Olaszország (ITA)      | 5 | 0  | 2 | 3 | 21 | 26 | –5 | 2 |

| Csapat             | Helyezés |
| ------------------ | -------- |
| Magyarország (HUN) |          |